# Tombe reali della dinastia Joseon
Le tombe reali della dinastia Joseon (조선왕릉?, Joseon wangneungLR) sono un gruppo di tombe che ospitano i membri della famiglia reale della dinastia coreana di Joseon (1392-1910).
Esistono 42 tombe in totale, 40 delle quali sono state riconosciute come patrimonio dell'umanità dall'UNESCO nel 2009, in quanto preservano la storia, la cultura e il sistema di valori di una dinastia durata più di 500 anni. Il design architettonico distintivo delle tombe reali, il paesaggio e la continua esecuzione dei riti sono stati tutti riconosciuti dall'UNESCO come aventi valore storico. Le due tombe restanti non hanno potuto essere incluse nel patrimonio in quanto situate a Kaesong, in Corea del Nord.

## Caratteristiche
L'area dove poter costruire la tomba doveva basarsi sulle regole della geomanzia: doveva quindi essere un luogo in una pianura, con alle spalle una collina a proteggerlo e rivolto verso l'acqua. Doveva essere un posto appartato, lontano dalle altre attività dell'uomo. Venivano quindi controllate le condizioni naturali del territorio e la distanza dalla capitale, Hanyang e poi Hanseong, lontana minimo 4 km e massimo 40.

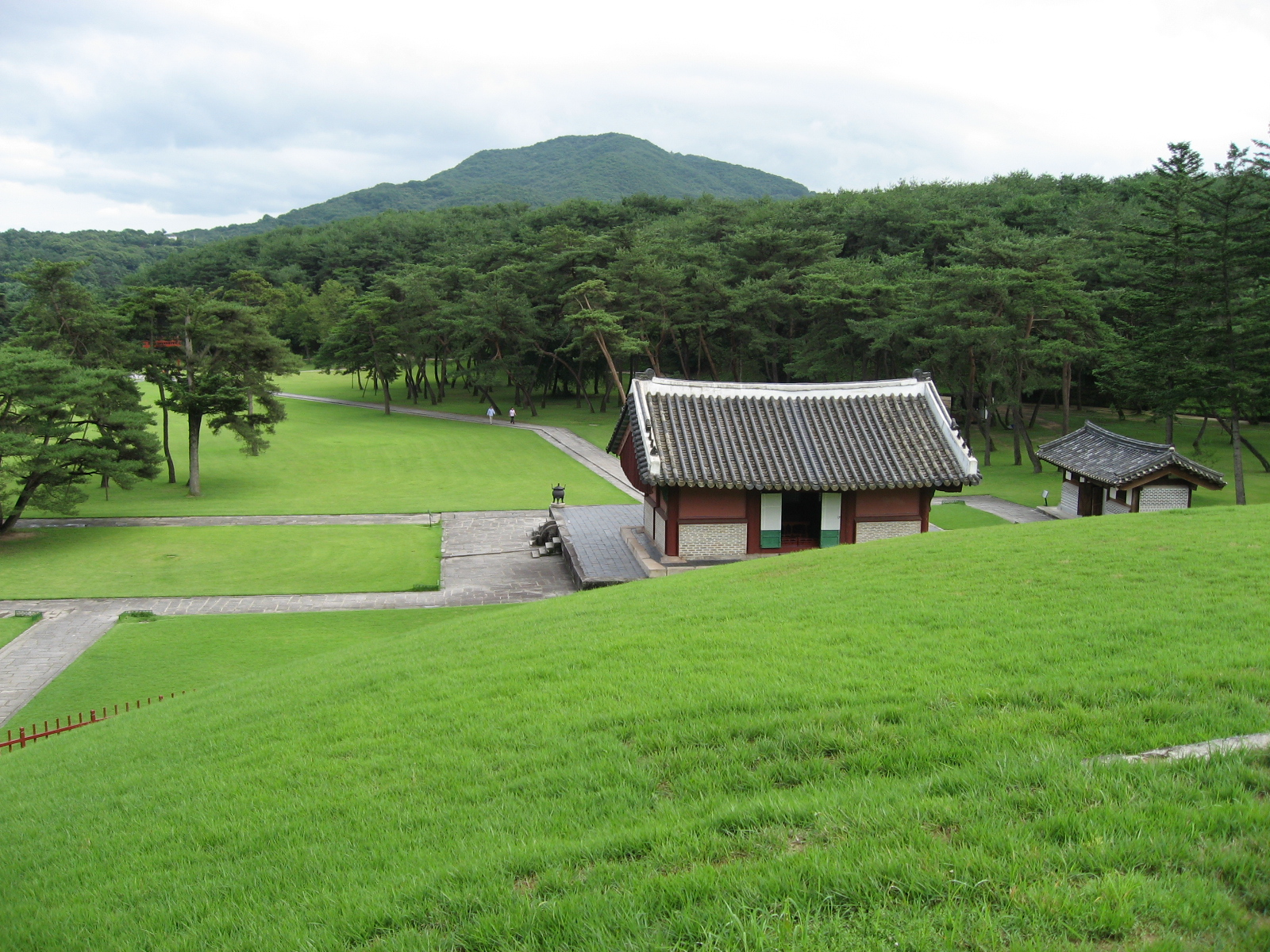
Il piccolo edificio sulla destra è il magazzino dei sacrifici, che venivano offerti nell'edificio centrale, un santuario.

Ogni tumulo era caratterizzato da un muro di pietra posto a protezione, un muretto più basso e alberi di pino che circondavano il tutto. L'area di sepoltura era divisa in tre sezioni (superiore, mezzana e inferiore) separate da linee di pietre disposte a terra. Si credeva che lo spirito del membro della famiglia reale risiedesse sotto il tumulo nella sezione superiore, dove si trovavano anche figure di pietra a forma di tigre e pecora e un tavolo di pietra. Nella sezione mezzana erano invece poste le figure degli ufficiali civili, mentre quelle degli ufficiali militari erano nella sezione inferiore. L'accesso a quest'area era strettamente riservato. I vivi invece potevano accedere all'area rituale, luogo dove si poteva rendere omaggio al defunto. In quest'area si può trovare un piccolo santuario, circondato da una bacinella di pietra dove bruciare le preghiere scritte, una casa per la servitù, una cucina e un tavolo, dove venivano posti i cibi sacrificali.
Quella di costruire la tomba come se fosse una casa sottoterra era un'usanza già presente nel III secolo a.C.: si pensava che dopo la morte lo spirito umano si separasse in due spiriti, uno dei quali andava in paradiso, mentre l'altro restava nella tomba. Era quindi fondamentale ricreare la vita del defunto nel sepolcro, attraverso oggetti e dipinti, in quanto parte della sua anima sarebbe rimasta lì. L'area d'ingresso della tomba era lo spazio dove si gestivano i riti commemorativi e dove venivano tenuti gli oggetti rituali di scorta. L'area d'ingresso e l'area rituale erano divise da un torrente considerato "proibito", il quale segnava il confine tra il regno sacro e quello profano del mondo esterno.
Nell'area di sepoltura vengono praticati i riti in onore degli antenati dalla fondazione delle dinastia Joseon nel 1392: la tradizione di tenere servizi commemorativi presso le tombe reali nell'anniversario della morte dell'occupante è portata avanti dai discendenti del clan Jeonju Yi da quando la Corea è stata liberata dall'autorità coloniale giapponese, nel 1945.

## Tombe
Le tombe si possono classificare in tre categorie, a seconda dello status della persona seppellita al suo interno. La prima categoria è quella delle tombe dei re e delle regine, compresi quelli incoronati postumi: questa categoria ha nomi che finiscono per -neung o -reung in coreano. La seconda categoria è quella delle tombe dei principi, principesse e genitori di re e regine che non avevano mai avuto accesso al trono e di solito il titolo finisce in -won. L'ultima categoria comprende le tombe dei membri di livello inferiore della famiglia reale e il titolo di questa categoria termina in -myo. 

### Seooreung
Seooreung (서오릉?), che letteralmente significa "le cinque tombe reali a ovest della capitale", è il secondo più grande raggruppamento di tombe reali dopo Donggureung e si trova a Goyang. Oltre alle cinque tombe di re e regine, vi sono sepolti anche un principe ereditario, una concubina reale e un membro di rango inferiore della famiglia reale. 
Seooreung ospita le seguenti tombe:
- Gyeongneung: il re Deokjong e sua moglie, la regina Sohye;
- Changneung: il re Yejong e sua moglie, la regina Ansun;
- Myeongneung: il re Sukjong e le sue mogli, la regina Inhyeon e la regina Inwon;
- Ingneung: la regina Ingyeong, moglie del re Sukjong;
- Hongneung: la regina Jeongseong, moglie del re Yeongjo;
- Sunchangwon: il principe ereditario Sunhoe e sua moglie, la principessa Gonghoebin;
- Sugyeongwon: Yeongbin, concubina del re Yeongjo;
- Daebinmyo: la madre del re Gyeongjong, Huibin Jang, concubina del re Sukjong.

Rispetto alla regione a sud del fiume Han, la metà settentrionale della provincia di Gyeonggi, che comprende Seoul, Guri, Goyang e Paju, presenta un numero maggiore di tombe reali. Ci sono due ragioni per cui in questa zona si trovano così tante tombe: la prima è la geomanzia, mentre la seconda sembrerebbe essere il desiderio personale di alcuni re, i quali volevano essere sepolti vicino ai propri familiari, in particolare al padre o al nonno. Secondo alcuni, un altro motivo era la lontananza dalla capitale, in quanto attraversare il fiume per andare a portare omaggio ai defunti poteva essere un grande sforzo per la famiglia reale. 

### Seosamneung

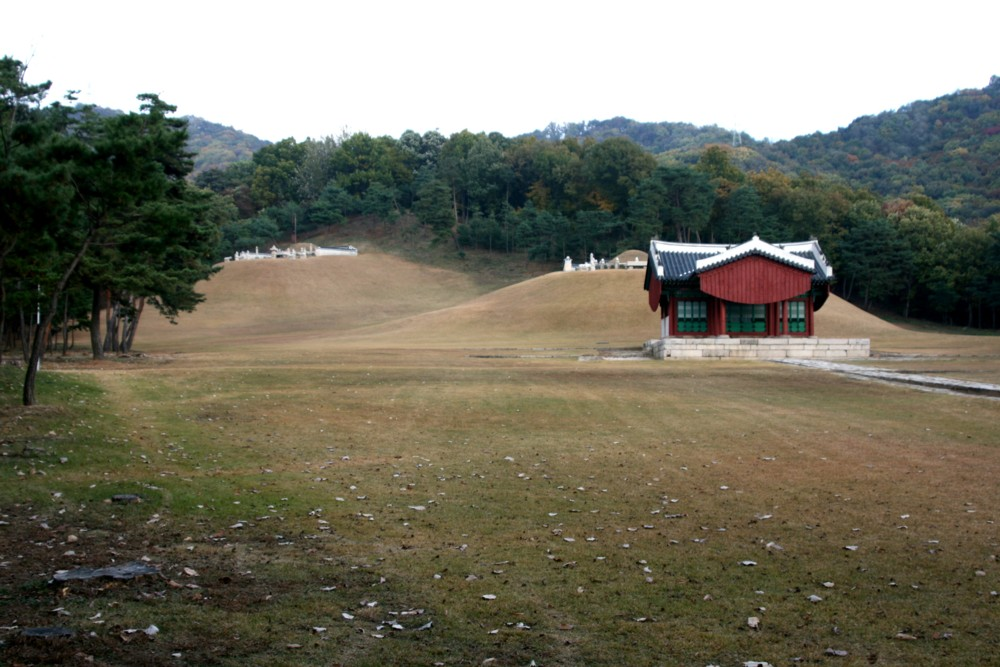
Seosamneung.

Il gruppo di tombe Seosamneung (서삼릉?), letteralmente "tre neung occidentali" si trova a Goyang, nella provincia di Gyeonggi, a 20 km da Seul. Il nome delle tombe deriva dal fatto che le tre tombe reali (Neung) si trovano in un sobborgo occidentale della capitale. Qui la regina Janggyeong, moglie del re Jungjong, è sepolta nella tomba Huireung. La tomba Hyoreung contiene invece i corpi di re Injong e della moglie Insong. Inoltre, ci sono altre cinquanta tombe che contengono i corpi di principi, principesse e concubine reali.

### Donggureung

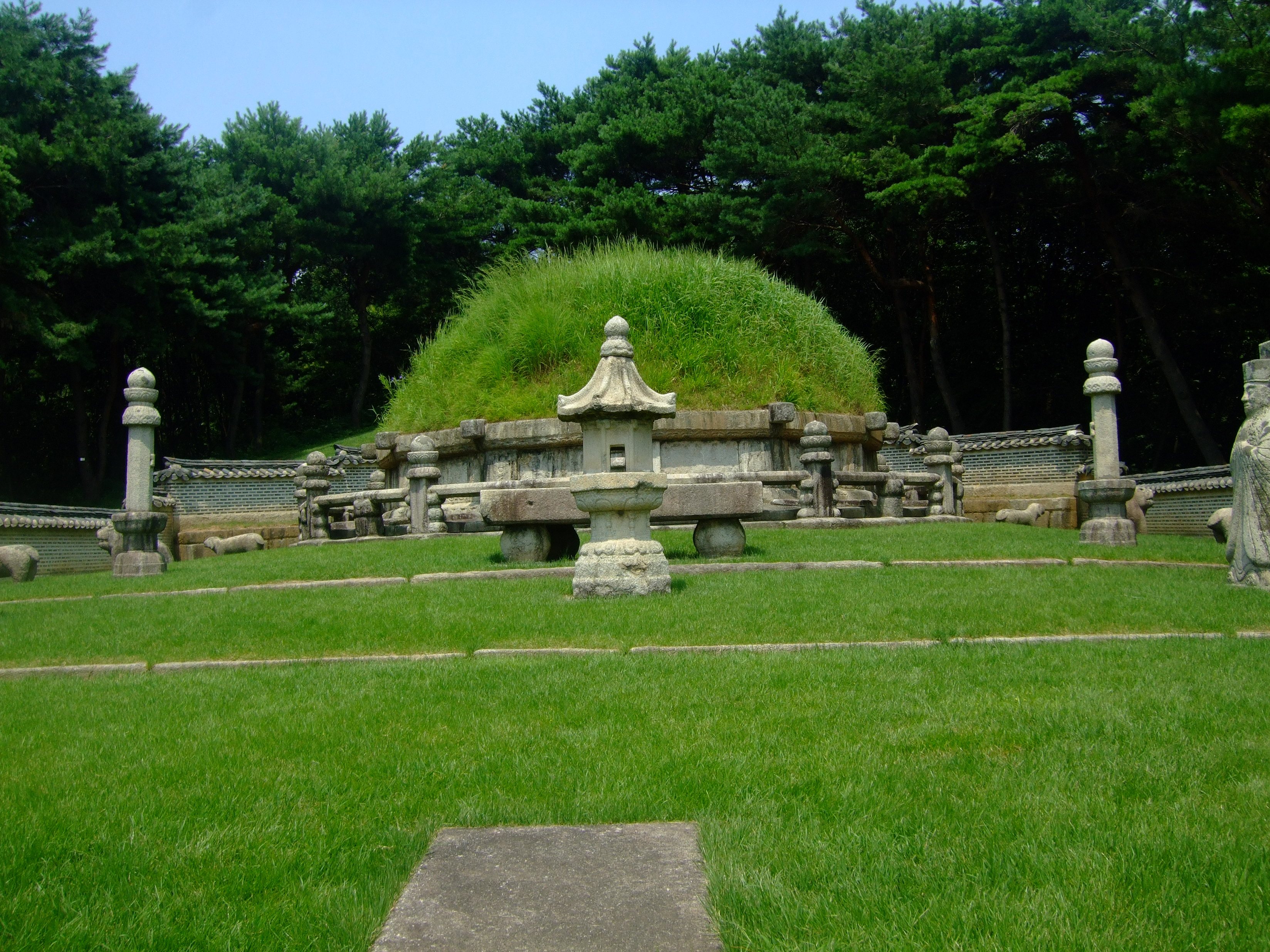
Geonwolleung.

Donggureung (동구릉?; lett. "nove tombe reali a est della città") è il più grande gruppo di tombe reali e si trova a Guri, nella provincia di Gyeonggi. Fu il re Taejong ad occuparsi di selezionare il luogo più adatto per la tomba di suo padre, il re Taejo, fondatore della dinastia Joseon, inviando i suoi geomanti in diverse località, tra cui Paju, Goyang e Guri, per valutare l'idoneità di questi luoghi secondo le regole geomantiche. Il nome Donggureung gli fu dato solo nel 1855, dopo la costruzione della nona tomba, ospitante il re Ikjong: precedentemente il sito era conosciuto come Dongchilleung.
A Donggureung sono sepolti 17 re e regine nelle seguenti tombe:
- Geonwolleung: il re Taejo, fondatore di Joseon;
- Mongneung: il re Sunjo e le sue mogli, la regina Uiin e la regina Inmok;
- Hyeolleung: il re Munjong e sua moglie, la regina Hyeondeok;
- Sureung: il re Ikjong e sua moglie, la regina Sinjeong;
- Hwireung: la regina Jangnyeol, moglie del re Injo;
- Gyeongneung: il re Heonjong e le sue mogli, la regina Hyohyeon e la regina Hyojeong;
- Wolleung: il re Yeongjo e sua moglie, la regina Jeongsun;
- Hyereun: la regina Danui, moglie del re Gyeongjong;
- Sungneung: il re Hyeonjong e sua moglie, la regina Myeongseong.

Il tumulo della tomba del re Taejo, a differenza di altre tombe reali, è ricoperto da Miscanto sinensis o erba argentata al posto della normale erba da prato. Secondo la leggenda, il re Taejong chiese che questa tipologia di pianta venisse portata da Hamheung alla tomba di suo padre, perché in vita egli aveva sentito la mancanza della sua città natale. 

### Gwangneung

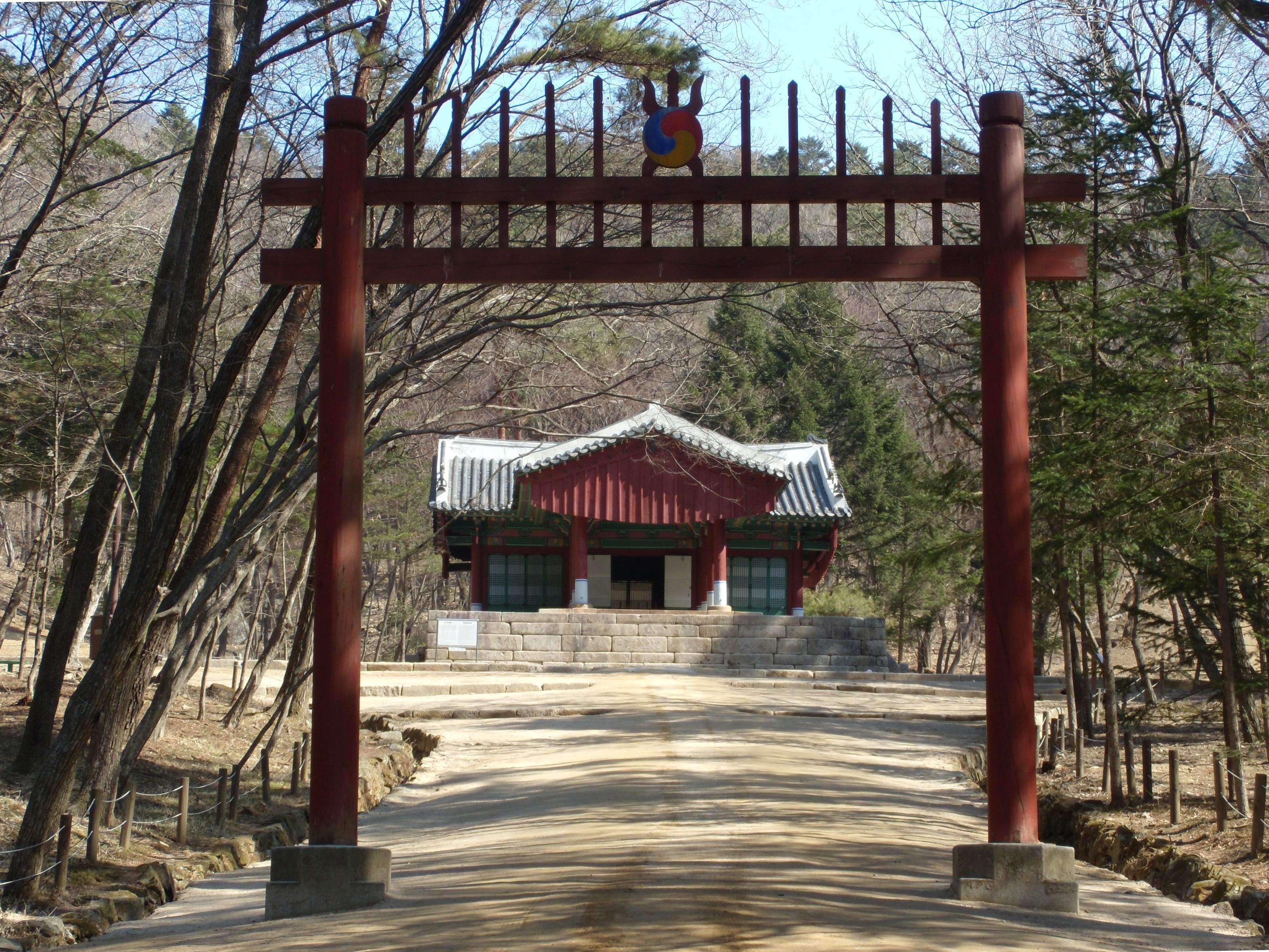
Gwangneung.

Gwangneung (광릉?) si trova a Namyangju. È un'unica tomba e contiene i resti del re Sejo e della moglie Jeonghui. Le due tombe furono costruite rispettivamente nel 1468 e nel 1483. Gwangneung è importante perché denota modifiche di costruzione. Fu lo stesso re Sejo a decidere le modifiche da apportare, le quali poi influenzarono i successivi monumenti. Ad esempio, non sono state installate le pietre a chiudere la tomba e invece di una bara in pietra fu usato ossido di calcio, contribuendo così a ridurre la spesa finanziaria dello stato. Intorno alla tomba ci sono dodici balaustre in pietra, su ognuna delle quali furono scolpiti i dodici animali dello zodiaco. Questo particolare si può ritrovare sono a Gwangneung. Inoltre, con questa tomba si vede la nascita di un nuovo metodo di sistemazione delle tombe reali: denominato Dongwonigang, questo nuovo sistema permette di costruire un santuario a forma di T sopra ai due tumuli di terra. 

### Hongneung e Yureung
Hongneung (홍릉?) contiene i resti di Gojong e della moglie Myeongseong. La tomba Yureung (유릉?), invece, ospita Sunjong e le mogli Sunmyeonghyo e Sunjeonghyo. Lo stile di queste tombe rispecchia i cambiamenti politici che la Corea stava subendo alla fine della dinastia Joseon: con la dichiarazione dell'impero coreano, lo stile delle tombe degli ultimi due re, Gojong e Sunjong, furono progettate per rispecchiare il loro nuovo titolo di imperatore.